# Szelindekdenevérek

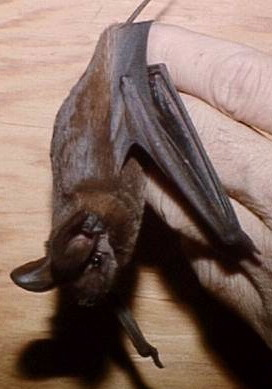
Nyctinomops macrotis

A szelindekdenevérek (Molossidae), az emlősök (Mammalia) osztályába a denevérek (Chiroptera) rendjébe, a kis denevérek (Microchiroptera) alrendjébe tartozó  család.
A Föld trópusi és szubtrópusi vidékein honosak.

## Rendszerezés
A családba az alábbi nemek és fajok tartoznak
- Chaerephon (Dobson, 1874) - 13 faj
  - Chaerephon aloysiisabaudiae
  - Chaerephon ansorgei
  - Chaerephon bemmeleni
  - Chaerephon bivittata
  - Chaerephon chapini
  - Gallagher-szelindekdenevér (Chaerephon gallagheri)
  - Chaerephon jobensis
  - Chaerephon johorensis
  - Chaerephon major
  - Chaerephon nigeriae
  - közönséges szelindekdenevér (Chaerephon plicata)
  - Cretzshmar-szelindekdenevérChaerephon pumila
  - Chaerephon russata

- Cheiromeles (Horsfield, 1824) - 1 faj
  - Csupasz szelindekdenevér (Cheiromeles torquatus)

- Eumops (Miller, 1906) - 8 faj
  - Eumops auripendulus
  - Eumops bonariensis
  - Eumops dabbenei
  - Eumops glaucinus
  - Eumops hansae
  - Eumops maurus
  - Eumops perotis
  - Eumops underwoodi

- Molossops (Peters, 1866) - 7 faj
  - Molossops abrasus
  - Molossops aequatorianus
  - Molossops greenhalli
  - Molossops mattogrossensis
  - Molossops neglectus
  - Molossops planirostris
  - Molossops temminckii

- Molossus (E. Geoffroy, 1805) - 5 faj
  - selymes szelindekdenevér (Molossus ater)
  - Molossus bondae
  - Pallas-szelindekdenevér (Molossus molossus)
  - Molossus pretiosus
  - Molossus sinaloae

- Mops (Lesson, 1842) - 14 faj
  - Mops brachypterus
  - Angolai szelindekdenevér (Mops condylurus)
  - Mops congicus
  - Mops demonstrator
  - Mops midas
  - Mops mops
  - Mops nanulus
  - Niangara-szelindekdenevér (Mops niangarae)
  - hóhasú szelindekdenevér (Mops niveiventer)
  - Mops petersoni
  - Mops sarasinorum
  - Mops spurrelli
  - Mops thersites
  - Mops trevori

- Mormopterus (Peters, 1865) - 11 faj
  - Mormopterus acetabulosus
  - Beccari-szelindekdenevér (Mormopterus beccarii)
  - Mormopterus doriae
  - Mormopterus jugularis
  - Mormopterus kalinowskii
  - Mormopterus minutus
  - Mormopterus norfolkensis
  - Mormopterus petrophilus
  - Mormopterus phrudus
  - Mormopterus planiceps
  - Mormopterus setiger

- Myopterus (E. Geoffroy, 1818) - 2 faj
  - Myopterus daubentonii
  - Myopterus whitleyi

- Nyctinomops (Miller, 1902) - 4 faj
  - Nyctinomops aurispinosus
  - gyűröttszárnyú szelindekdenevér (Nyctinomops femorosaccus)
  - Nyctinomops laticaudatus
  - Nyctinomops macrotis

- Otomops (Thomas, 1913) - faj
  - Otomops formosus
  - Otomops martiensseni
  - Otomops papuensis
  - Otomops secundus
  - Wroughton-szelindekdenevér (Otomops wroughtoni)

- Promops (Gervais, 1856) - 2 faj
  - Promops centralis
  - Promops nasutus

- Tadarida (Rafinesque, 1814) - 10 faj

A Tomopeatinae (Miller, 1907) alcsalád
- Tomopeas (Miller, 1900)
  - Tomopeas ravus

## Külső hivatkozások
- Képek az interneten a szelindekdenevérekról